# Ángel de Miguel
Ángel de Miguel (Villarreal, Comunidad Valenciana, 21 de agosto de 1982) es un actor español de cine y televisión.

## Carrera
Nació en Villarreal, se trasladó a Valencia capital y empezó sus estudios como actor. Hizo sus primeras apariciones en televisión en series como Cuéntame cómo pasó y Sin identidad.
Ha participado en muchos cortometrajes junto a María Pedroviejo, Lolita Flores, Luis Mottola, Rafael Rojas, entre otros.
En el año 2016 se confirma su incorporación para la serie diaria de Antena 3, El secreto de Puente Viejo interpretando a Hernando Dos Casas, protagonista de la nueva etapa de la serie donde Los Manantiales es el escenario principal de las tramas. Estuvo 400 capítulos compartiendo tramas junto con Yara Puebla, Iván Montes, María Bouzas, Sandra Cervera, Jaime Lorente, Giulia Charm, entre otros. En agosto de 2017 abandona la ficción tras la marcha de su personaje a Checoslovaquia.
En febrero de 2018 se incorpora al rodaje de Servir y proteger, serie diaria de La 1 donde interpreta al inspector encubierto del CNI, Iker Lemos, compartiendo tramas con Luisa Martín, Andrea del Río, Alejandra Lorente, Juanjo Artero, entre otros. En marzo de 2019 abandona la serie tras la marcha de su personaje a Valencia. Más tarde, en septiembre de 2020 hace una aparición especial en un capítulo y vuelve a la serie en marzo de 2022 para volver a interpretar a Íker Lemos.

## Filmografía

### Televisión
| Series de televisión | Series de televisión       | Series de televisión | Series de televisión | Series de televisión |
| Año                  | Título                     | Papel                | Cadena               | Episodios            |
| -------------------- | -------------------------- | -------------------- | -------------------- | -------------------- |
| 2015                 | Sin identidad              | Camarero Pub         | Antena 3             | 1 capítulo           |
| 2015                 | Cuéntame cómo pasó         | Daniel Jandula       | La 1                 | 1 capítulo           |
| 2016-2017            | El secreto de Puente Viejo | Hernando Dos Casas   | Antena 3             | 392 capítulos        |
| 2018-2020; 2022      | Servir y proteger          | Iker Lemos           | La 1                 | 370 episodios        |
| 2020                 | Valeria                    | José                 | Netflix              | 1 capítulo           |
| 2021                 | Lala's Spa                 | Manolo Borbón        | Canal RCN            | 15 capítulos         |
| 2022                 | Pasión de gavilanes        | Albin Duarte         | Telemundo            | 26 episodios         |
| 2023                 | De brutas nada             | Roger                | Prime Vídeo          | 9 episodios          |
| 2025                 | Perfil Falso               | Santiago de Río      | Netflix              | 9 episodios          |

### Largometraje
| Películas | Películas                       | Películas | Películas        |
| Año       | Título                          | Papel     | Notas            |
| --------- | ------------------------------- | --------- | ---------------- |
| 2012      | Ishalem. Memorias de un vampiro | Savien    | Papel secundario |
| 2015      | Chicas paranoicas               | Andrés    | Papel secundario |

### Cortometraje
| Cortometrajes | Cortometrajes           | Cortometrajes   |
| Año           | Título                  | Papel           |
| ------------- | ----------------------- | --------------- |
| 2010          | Atasco                  | Óscar           |
| 2011          | No hay héroes           | Wayne           |
| 2012          | Llagas                  | Abel            |
| 2013          | Echoes From...          | Herbert         |
| 2013          | La musa y la conciencia | Leo             |
| 2013          | Sinnside                | Adulto 4        |
| 2014          | A Little Big Step       | Padre           |
| 2015          | Madrid Gangster         | ”Bryan”         |
| 2015          | El ladrón de luz        | Adham           |
| 2016          | Cefalea                 |                 |
| 2017          | Carne                   | Inspector Rivas |